# Mistrzostwa Świata w Piłce Siatkowej Kobiet 2014 (eliminacje strefy CAVB)
Eliminacje strefy CAVB do Mistrzostw Świata w Piłce Siatkowej Kobiet 2014 odbywały się w trzech rundach kwalifikacyjnych i brały w nich udział 32 reprezentacje narodowe. Eliminacje wyłoniły 4 najlepsze zespoły, które awansowały do Mistrzostw Świata w Piłce Siatkowej Kobiet 2014.

## Pierwsza runda kwalifikacyjna

### Grupa A – Sidi Bou Said
Tabela
| Lp. | Drużyna  | Pkt | Mecze | Mecze | Mecze | Sety | Sety | Sety  | Małe punkty | Małe punkty | Małe punkty |
| Lp. | Drużyna  | Pkt | M     | W     | P     | wyg. | prz. | ratio | zdob.       | str.        | ratio       |
| --- | -------- | --- | ----- | ----- | ----- | ---- | ---- | ----- | ----------- | ----------- | ----------- |
| 1   | Tunezja  | 6   | 2     | 2 (0) | 0 (0) | 6    | 0    | MAX   | 152         | 121         | 1.256       |
| 2   | Algieria | 0   | 2     | 0 (0) | 2 (0) | 0    | 6    | 0.000 | 121         | 152         | 0.796       |

Źródło: fivb.org
Punktacja: 3:0 i 3:1 – 3 pkt; 3:2 – 2 pkt; 2:3 – 1 pkt; 1:3 i 0:3 – 0 pkt
Zasady ustalania kolejności: 1. liczba punktów; 2. liczba zwycięstw; 3. stosunek setów; 4. stosunek małych punktów; 5. bilans w bezpośrednich meczach
     awans do drugiej rundy kwalifikacji
Wyniki
| Data  | Godz. | Drużyna 1 | Wynik | Drużyna 2 | 1     | 2     | 3     | 4 | 5 | * |
| ----- | ----- | --------- | ----- | --------- | ----- | ----- | ----- | - | - | - |
| 18.07 | 20:30 | Algieria  | 0:3   | Tunezja   | 14:25 | 16:25 | 20:25 |   |   |   |
| 19.07 | 20:30 | Tunezja   | 3:0   | Algieria  | 27:25 | 25:23 | 25:23 |   |   |   |

### Grupa B – Dakar
Tabela
| Lp. | Drużyna                       | Pkt | Mecze | Mecze | Mecze | Sety | Sety | Sety  | Małe punkty | Małe punkty | Małe punkty |
| Lp. | Drużyna                       | Pkt | M     | W     | P     | wyg. | prz. | ratio | zdob.       | str.        | ratio       |
| --- | ----------------------------- | --- | ----- | ----- | ----- | ---- | ---- | ----- | ----------- | ----------- | ----------- |
| 1   | Senegal                       | 12  | 4     | 4 (0) | 0 (0) | 12   | 0    | MAX   | 300         | 122         | 2.459       |
| 2   | Republika Zielonego Przylądka | 9   | 4     | 3 (0) | 1 (0) | 9    | 3    | 3.000 | 269         | 211         | 1.275       |
| 3   | Gwinea                        | 6   | 4     | 2 (0) | 2 (0) | 6    | 9    | 0.667 | 279         | 323         | 0.864       |
| 4   | Gambia                        | 3   | 4     | 1 (0) | 3 (0) | 5    | 9    | 0.556 | 234         | 304         | 0.770       |
| 5   | Sierra Leone                  | 0   | 4     | 0 (0) | 4 (0) | 1    | 12   | 0.083 | 201         | 323         | 0.622       |

Źródło: fivb.org
Punktacja: 3:0 i 3:1 – 3 pkt; 3:2 – 2 pkt; 2:3 – 1 pkt; 1:3 i 0:3 – 0 pkt
Zasady ustalania kolejności: 1. liczba punktów; 2. liczba zwycięstw; 3. stosunek setów; 4. stosunek małych punktów; 5. bilans w bezpośrednich meczach
     awans do drugiej rundy kwalifikacji
Wyniki
| Data  | Godz. | Drużyna 1                     | Wynik | Drużyna 2                     | 1     | 2     | 3     | 4     | 5     | * |
| ----- | ----- | ----------------------------- | ----- | ----------------------------- | ----- | ----- | ----- | ----- | ----- | - |
| 18.07 | 10:00 | Sierra Leone                  | 0:3   | Republika Zielonego Przylądka | 16:25 | 9:25  | 13:25 |       |       |   |
| 18.07 | 17:00 | Gwinea                        | 0:3   | Senegal                       | 10:25 | 12:25 | 6:25  |       |       |   |
| 18.07 | 20:00 | Republika Zielonego Przylądka | 3:0   | Gambia                        | 25:17 | 25:16 | 25:12 |       |       |   |
| 19.07 | 10:00 | Gambia                        | 3:0   | Sierra Leone                  | 25:16 | 25:20 | 25:18 |       |       |   |
| 19.07 | 17:00 | Senegal                       | 3:0   | Sierra Leone                  | 25:7  | 25:12 | 25:9  |       |       |   |
| 19.07 | 20:00 | Gwinea                        | 0:3   | Republika Zielonego Przylądka | 19:25 | 23:25 | 19:25 |       |       |   |
| 20.07 | 15:00 | Senegal                       | 3:0   | Gambia                        | 25:8  | 25:5  | 25:9  |       |       |   |
| 20.07 | 18:00 | Sierra Leone                  | 1:3   | Gwinea                        | 15:25 | 19:25 | 25:23 | 22:25 |       |   |
| 21.07 | 15:00 | Gambia                        | 2:3   | Gwinea                        | 25:15 | 14:25 | 25:20 | 15:25 | 13:15 |   |
| 21.07 | 18:00 | Republika Zielonego Przylądka | 0:3   | Senegal                       | 22:25 | 12:25 | 10:25 |       |       |   |

### Grupa D – Wagadugu
Tabela
| Lp. | Drużyna                  | Pkt | Mecze | Mecze | Mecze | Sety | Sety | Sety  | Małe punkty | Małe punkty | Małe punkty |
| Lp. | Drużyna                  | Pkt | M     | W     | P     | wyg. | prz. | ratio | zdob.       | str.        | ratio       |
| --- | ------------------------ | --- | ----- | ----- | ----- | ---- | ---- | ----- | ----------- | ----------- | ----------- |
| 1   | Ghana                    | 6   | 2     | 2 (0) | 0 (0) | 6    | 1    | 6.000 | 174         | 136         | 1.279       |
| 2   | Wybrzeże Kości Słoniowej | 3   | 2     | 1 (0) | 1 (0) | 4    | 3    | 1.333 | 166         | 150         | 1.107       |
| 3   | Burkina Faso             | 0   | 2     | 0 (0) | 2 (0) | 0    | 6    | 0.000 | 96          | 150         | 0.640       |

Źródło: fivb.org
Punktacja: 3:0 i 3:1 – 3 pkt; 3:2 – 2 pkt; 2:3 – 1 pkt; 1:3 i 0:3 – 0 pkt
Zasady ustalania kolejności: 1. liczba punktów; 2. liczba zwycięstw; 3. stosunek setów; 4. stosunek małych punktów; 5. bilans w bezpośrednich meczach
     awans do drugiej rundy kwalifikacji
Wyniki
| Data  | Godz. | Drużyna 1                | Wynik | Drużyna 2                | 1     | 2     | 3     | 4     | 5 | * |
| ----- | ----- | ------------------------ | ----- | ------------------------ | ----- | ----- | ----- | ----- | - | - |
| 17.07 | 18:30 | Ghana                    | 3:0   | Burkina Faso             | 25:15 | 25:13 | 25:17 |       |   |   |
| 18.07 | 18:30 | Wybrzeże Kości Słoniowej | 1:3   | Ghana                    | 25:27 | 25:22 | 20:25 | 21:25 |   |   |
| 19.07 | 18:30 | Burkina Faso             | 0:3   | Wybrzeże Kości Słoniowej | 18:25 | 19:25 | 14:25 |       |   |   |

### Grupa E – Abudża
Tabela
| Lp. | Drużyna | Pkt | Mecze | Mecze | Mecze | Sety | Sety | Sety  | Małe punkty | Małe punkty | Małe punkty |
| Lp. | Drużyna | Pkt | M     | W     | P     | wyg. | prz. | ratio | zdob.       | str.        | ratio       |
| --- | ------- | --- | ----- | ----- | ----- | ---- | ---- | ----- | ----------- | ----------- | ----------- |
| 1   | Nigeria | 6   | 2     | 2 (0) | 0 (0) | 6    | 0    | MAX   | 150         | 67          | 2.239       |
| 2   | Togo    | 2   | 2     | 1 (1) | 1 (0) | 3    | 5    | 0.600 | 143         | 176         | 0.813       |
| 3   | Niger   | 1   | 2     | 0 (0) | 2 (1) | 2    | 6    | 0.333 | 130         | 180         | 0.722       |

Źródło: fivb.org
Punktacja: 3:0 i 3:1 – 3 pkt; 3:2 – 2 pkt; 2:3 – 1 pkt; 1:3 i 0:3 – 0 pkt
Zasady ustalania kolejności: 1. liczba punktów; 2. liczba zwycięstw; 3. stosunek setów; 4. stosunek małych punktów; 5. bilans w bezpośrednich meczach
     awans do drugiej rundy kwalifikacji
Wyniki
| Data  | Godz. | Drużyna 1 | Wynik | Drużyna 2 | 1     | 2     | 3     | 4     | 5    | * |
| ----- | ----- | --------- | ----- | --------- | ----- | ----- | ----- | ----- | ---- | - |
| 23.07 | 17:00 | Niger     | 2:3   | Togo      | 23:25 | 25:20 | 22:25 | 25:20 | 6:15 |   |
| 24.07 | 17:00 | Niger     | 0:3   | Nigeria   | 11:25 | 8:25  | 10:25 |       |      |   |
| 25.07 | 17:00 | Togo      | 0:3   | Nigeria   | 14:25 | 13:25 | 11:25 |       |      |   |

### Grupa F – Libreville
Tabela
| Lp. | Drużyna                       | Pkt | Mecze | Mecze | Mecze | Sety | Sety | Sety  | Małe punkty | Małe punkty | Małe punkty |
| Lp. | Drużyna                       | Pkt | M     | W     | P     | wyg. | prz. | ratio | zdob.       | str.        | ratio       |
| --- | ----------------------------- | --- | ----- | ----- | ----- | ---- | ---- | ----- | ----------- | ----------- | ----------- |
| 1   | Kamerun                       | 9   | 3     | 3 (0) | 0 (0) | 9    | 0    | MAX   | 225         | 98          | 2.296       |
| 2   | Demokratyczna Republika Konga | 6   | 3     | 2 (0) | 1 (0) | 6    | 3    | 2.000 | 202         | 166         | 1.217       |
| 3   | Kongo                         | 3   | 3     | 1 (0) | 2 (0) | 3    | 6    | 0.500 | 151         | 190         | 0.795       |
| 4   | Gabon                         | 0   | 3     | 0 (0) | 3 (0) | 0    | 9    | 0.000 | 100         | 225         | 0.444       |

Źródło: fivb.org
Punktacja: 3:0 i 3:1 – 3 pkt; 3:2 – 2 pkt; 2:3 – 1 pkt; 1:3 i 0:3 – 0 pkt
Zasady ustalania kolejności: 1. liczba punktów; 2. liczba zwycięstw; 3. stosunek setów; 4. stosunek małych punktów; 5. bilans w bezpośrednich meczach
     awans do drugiej rundy kwalifikacji
Wyniki
| Data  | Godz. | Drużyna 1                     | Wynik | Drużyna 2                     | 1     | 2     | 3     | 4 | 5 | * |
| ----- | ----- | ----------------------------- | ----- | ----------------------------- | ----- | ----- | ----- | - | - | - |
| 19.07 | 16:00 | Kongo                         | 0:3   | Demokratyczna Republika Konga | 15:25 | 22:25 | 17:25 |   |   |   |
| 19.07 | 18:00 | Kamerun                       | 3:0   | Gabon                         | 25:14 | 25:7  | 25:2  |   |   |   |
| 20.07 | 16:00 | Kamerun                       | 3:0   | Kongo                         | 25:8  | 25:9  | 25:6  |   |   |   |
| 20.07 | 18:00 | Gabon                         | 0:3   | Demokratyczna Republika Konga | 18:25 | 9:25  | 10:25 |   |   |   |
| 21.07 | 16:00 | Demokratyczna Republika Konga | 0:3   | Kamerun                       | 20:25 | 19:25 | 13:25 |   |   |   |
| 21.07 | 18:00 | Kongo                         | 3:0   | Gabon                         | 25:19 | 25:8  | 25:13 |   |   |   |

### Grupa H – Nairobi
Tabela
| Lp. | Drużyna  | Pkt | Mecze | Mecze | Mecze | Sety | Sety | Sety   | Małe punkty | Małe punkty | Małe punkty |
| Lp. | Drużyna  | Pkt | M     | W     | P     | wyg. | prz. | ratio  | zdob.       | str.        | ratio       |
| --- | -------- | --- | ----- | ----- | ----- | ---- | ---- | ------ | ----------- | ----------- | ----------- |
| 1   | Kenia    | 12  | 4     | 4 (0) | 0 (0) | 12   | 1    | 12.000 | 318         | 196         | 1.622       |
| 2   | Egipt    | 9   | 4     | 3 (0) | 1 (0) | 10   | 3    | 3.333  | 304         | 199         | 1.528       |
| 3   | Uganda   | 6   | 4     | 2 (0) | 2 (0) | 6    | 6    | 1.000  | 241         | 225         | 1.071       |
| 4   | Tanzania | 3   | 4     | 1 (0) | 3 (0) | 3    | 10   | 0.300  | 210         | 306         | 0.686       |
| 5   | Burundi  | 0   | 4     | 0 (0) | 4 (0) | 1    | 12   | 0.083  | 171         | 318         | 0.538       |

Źródło: fivb.org
Punktacja: 3:0 i 3:1 – 3 pkt; 3:2 – 2 pkt; 2:3 – 1 pkt; 1:3 i 0:3 – 0 pkt
Zasady ustalania kolejności: 1. liczba punktów; 2. liczba zwycięstw; 3. stosunek setów; 4. stosunek małych punktów; 5. bilans w bezpośrednich meczach
     awans do drugiej rundy kwalifikacji
Wyniki
| Data  | Godz. | Drużyna 1 | Wynik | Drużyna 2 | 1     | 2     | 3     | 4     | 5 | * |
| ----- | ----- | --------- | ----- | --------- | ----- | ----- | ----- | ----- | - | - |
| 26.07 | 14:00 | Egipt     | 3:0   | Tanzania  | 25:9  | 25:12 | 25:11 |       |   |   |
| 26.07 | 16:00 | Burundi   | 0:3   | Kenia     | 9:25  | 9:25  | 10:25 |       |   |   |
| 27.07 | 14:00 | Tanzania  | 3:1   | Burundi   | 25:16 | 18:25 | 25:17 | 25:23 |   |   |
| 27.07 | 16:00 | Uganda    | 0:3   | Egipt     | 12:25 | 15:25 | 12:25 |       |   |   |
| 28.07 | 14:00 | Burundi   | 0:3   | Uganda    | 10:25 | 6:25  | 11:25 |       |   |   |
| 28.07 | 16:00 | Kenia     | 3:0   | Tanzania  | 25:10 | 25:11 | 25:16 |       |   |   |
| 29.07 | 14:00 | Egipt     | 3:0   | Burundi   | 25:14 | 25:10 | 25:11 |       |   |   |
| 29.07 | 16:00 | Uganda    | 0:3   | Kenia     | 20:25 | 18:25 | 14:25 |       |   |   |
| 30.07 | 14:00 | Tanzania  | 0:3   | Uganda    | 15:25 | 16:25 | 17:25 |       |   |   |
| 30.07 | 16:00 | Kenia     | 3:1   | Egipt     | 25:17 | 25:15 | 18:25 | 25;22 |   |   |

### Grupa J – Maputo
Tabela
| Lp. | Drużyna  | Pkt | Mecze | Mecze | Mecze | Sety | Sety | Sety  | Małe punkty | Małe punkty | Małe punkty |
| Lp. | Drużyna  | Pkt | M     | W     | P     | wyg. | prz. | ratio | zdob.       | str.        | ratio       |
| --- | -------- | --- | ----- | ----- | ----- | ---- | ---- | ----- | ----------- | ----------- | ----------- |
| 1   | Botswana | 9   | 3     | 3 (0) | 0 (0) | 9    | 0    | MAX   | 225         | 118         | 1.907       |
| 2   | Suazi    | 5   | 3     | 2 (1) | 1 (0) | 6    | 6    | 1.000 | 237         | 254         | 0.933       |
| 3   | Mozambik | 4   | 3     | 1 (0) | 2 (1) | 5    | 6    | 0.833 | 213         | 239         | 0.891       |
| 4   | Lesotho  | 0   | 3     | 0 (0) | 3 (0) | 1    | 9    | 0.111 | 180         | 244         | 0.738       |

Źródło: fivb.org
Punktacja: 3:0 i 3:1 – 3 pkt; 3:2 – 2 pkt; 2:3 – 1 pkt; 1:3 i 0:3 – 0 pkt
Zasady ustalania kolejności: 1. liczba punktów; 2. liczba zwycięstw; 3. stosunek setów; 4. stosunek małych punktów; 5. bilans w bezpośrednich meczach
     awans do drugiej rundy kwalifikacji
Wyniki
| Data  | Godz. | Drużyna 1 | Wynik | Drużyna 2 | 1     | 2     | 3     | 4     | 5     | * |
| ----- | ----- | --------- | ----- | --------- | ----- | ----- | ----- | ----- | ----- | - |
| 03.07 | 16:00 | Botswana  | 3:0   | Suazi     | 25:14 | 25:10 | 25:11 |       |       |   |
| 03.07 | 18:00 | Lesotho   | 0:3   | Mozambik  | 12:25 | 21:25 | 23:25 |       |       |   |
| 04.07 | 16:00 | Suazi     | 3:2   | Mozambik  | 23:25 | 25:15 | 25:19 | 20:25 | 15:12 |   |
| 04.07 | 18:00 | Botswana  | 3:0   | Lesotho   | 25:10 | 25:16 | 25:15 |       |       |   |
| 06.07 | 16:00 | Lesotho   | 1:3   | Suazi     | 25:19 | 22:25 | 16:25 | 20:25 |       |   |
| 06.07 | 18:00 | Mozambik  | 0:3   | Botswana  | 12:25 | 15:25 | 15:25 |       |       |   |

### Grupa K – Lilongwe
Tabela
| Lp. | Drużyna  | Pkt | Mecze | Mecze | Mecze | Sety | Sety | Sety  | Małe punkty | Małe punkty | Małe punkty |
| Lp. | Drużyna  | Pkt | M     | W     | P     | wyg. | prz. | ratio | zdob.       | str.        | ratio       |
| --- | -------- | --- | ----- | ----- | ----- | ---- | ---- | ----- | ----------- | ----------- | ----------- |
| 1   | Zimbabwe | 8   | 3     | 3 (1) | 0 (0) | 9    | 3    | 3.000 | 272         | 215         | 1.265       |
| 2   | Namibia  | 6   | 3     | 2 (0) | 1 (0) | 7    | 4    | 1.750 | 248         | 230         | 1.078       |
| 3   | Zambia   | 4   | 3     | 1 (0) | 2 (1) | 5    | 6    | 0.833 | 244         | 225         | 1.084       |
| 4   | Malawi   | 0   | 3     | 0 (0) | 3 (0) | 1    | 9    | 0.111 | 149         | 244         | 0.611       |

Źródło: fivb.org
Punktacja: 3:0 i 3:1 – 3 pkt; 3:2 – 2 pkt; 2:3 – 1 pkt; 1:3 i 0:3 – 0 pkt
Zasady ustalania kolejności: 1. liczba punktów; 2. liczba zwycięstw; 3. stosunek setów; 4. stosunek małych punktów; 5. bilans w bezpośrednich meczach
     awans do drugiej rundy kwalifikacji
Wyniki
| Data  | Godz. | Drużyna 1 | Wynik | Drużyna 2 | 1     | 2     | 3     | 4     | 5     | * |
| ----- | ----- | --------- | ----- | --------- | ----- | ----- | ----- | ----- | ----- | - |
| 23.07 | 14:00 | Malawi    | 0:3   | Zimbabwe  | 5:25  | 9:25  | 22:25 |       |       |   |
| 23.07 | 16:00 | Namibia   | 3:0   | Zambia    | 25:22 | 26:24 | 25:22 |       |       |   |
| 24.07 | 18:00 | Zimbabwe  | 3:2   | Zambia    | 25:21 | 21:25 | 25:20 | 23:25 | 15:10 |   |
| 24.07 | 20:00 | Malawi    | 1:3   | Namibia   | 20:25 | 25:19 | 14:25 | 14:25 |       |   |
| 25.07 | 12:00 | Namibia   | 1:3   | Zimbabwe  | 21:25 | 11:25 | 25:14 | 21:25 |       |   |
| 25.07 | 14:00 | Zambia    | 3:0   | Malawi    | 25:19 | 25:13 | 25:8  |       |       |   |

### Grupa L – Victoria
Tabela
| Lp. | Drużyna   | Pkt | Mecze | Mecze | Mecze | Sety | Sety | Sety  | Małe punkty | Małe punkty | Małe punkty |
| Lp. | Drużyna   | Pkt | M     | W     | P     | wyg. | prz. | ratio | zdob.       | str.        | ratio       |
| --- | --------- | --- | ----- | ----- | ----- | ---- | ---- | ----- | ----------- | ----------- | ----------- |
| 1   | Seszele   | 9   | 3     | 3 (0) | 0 (0) | 9    | 2    | 4.500 | 267         | 224         | 1.192       |
| 2   | Mauritius | 0   | 3     | 0 (0) | 3 (0) | 2    | 9    | 0.222 | 224         | 267         | 0.839       |

Źródło: fivb.org
Punktacja: 3:0 i 3:1 – 3 pkt; 3:2 – 2 pkt; 2:3 – 1 pkt; 1:3 i 0:3 – 0 pkt
Zasady ustalania kolejności: 1. liczba punktów; 2. liczba zwycięstw; 3. stosunek setów; 4. stosunek małych punktów; 5. bilans w bezpośrednich meczach
     awans do drugiej rundy kwalifikacji
Wyniki
| Data  | Godz. | Drużyna 1 | Wynik | Drużyna 2 | 1     | 2     | 3     | 4     | 5 | * |
| ----- | ----- | --------- | ----- | --------- | ----- | ----- | ----- | ----- | - | - |
| 26.07 | 17:00 | Seszele   | 3:1   | Mauritius | 22:25 | 25:20 | 25:14 | 25:18 |   |   |
| 27.07 | 16:00 | Seszele   | 3:0   | Mauritius | 25:19 | 25:23 | 25:21 |       |   |   |
| 28.07 | 16:00 | Seszele   | 3:1   | Mauritius | 25:22 | 25:21 | 20:25 | 25:16 |   |   |